# Ashta
Ashta é uma cidade e um município no distrito de Sehore, no estado indiano de Madhya Pradesh.

## Geografia
Ashta está localizada a 23° 01′ N, 76° 43′ L. Tem uma altitude média de 519 metros (1702 pés).

## Demografia
Segundo o censo de 2001, Ashta tinha uma população de 39 773 habitantes. Os indivíduos do sexo masculino constituem 52% da população e os do sexo feminino 48%. Ashta tem uma taxa de literacia de 63%, superior à média nacional de 59,5%; com 58% para o sexo masculino e 42% para o sexo feminino. 17% da população está abaixo dos 6 anos de idade.